# Bosque (Band)
Bosque (portugiesisch Hain) ist ein 2005 gegründetes Funeral-Doom-Projekt.

## Geschichte
Das Funeral-Doom-Projekt Bosque wurde 2005 in Vila do Conde vom einzigen Mitglied Daniel „DM“ Miranda gegründet. Das Projekt veröffentlichte seither diverse Demobänder, Split-Alben und Studioalben. Dabei kooperierte Bosque mit Independent-Labeln wie Pale Horse Recordings, Bubonic Doom, Dunkelheit Produktionen und Total Holocaust Records. Nachdem die frühen Veröffentlichungen kaum beachtet wurden, erhielt das 2016 über Dunkelheit Produktionen veröffentlichte Album Beyond eine breite internationale und vornehmlich positive Rezeption.

## Stil
Das Webzine Doom-Metal.com beschreibt die von Bosque gespielte Musik als „harten, unheimlichen und trostlosen Funeral Doom, der die meiste Zeit in der Nähe von Ambient und Drone Metal steht.“ So sei die Musik angefüllt mit Rückkopplungen eines meist lauten, verzerrten und zugleich reduzierten Gitarrenklangs. Der Gesang bestünde indes aus entferntem Jammern, Schreien und monotonen Gesängen. In seiner für das Webzine Metal Injection verfassten Besprechung des Albums Beyond beschreibt Cody Davis das musikalische Konzept Bosques als eine andere Einstellung gegenüber dem Funeral Doom. So ersetzte „DM“ den regulär rauen oder gutturalen Gesang durch in den Hintergrund der Musik gemischten Klargesang was es ermögliche „den Fokus auf die verzweifelten Gitarren zu legen“.

„Einzelne Riffs und Fragmente davon nehmen den Raum, die aus der Kategorie Funeral Doom kommen. Sie klingen recht kratzig, bringen eine gewisse Tiefe mit rüber und erschaffen dünne Atmosphären. Aus der Distanz sind tempelähnliche Gesänge zu vernehmen, die von einer cleanen Stimme herrühren. Das Tempo bleibt schleppend und wirkt über die komplette Spielzeit wie ein breiter Teppich.“

## Diskografie
- 2005: Dead Nature (Demo, Selbstverlag)
- 2006: Under the Capricorn Sky/Premeditation (Split-Album mit Senthil, Pale Horse Recordings)
- 2009: Erasure (Demo, Bubonic Doom)
- 2009: Lotus Circle/Bosque (Split-Album mit Lotus Circle, Dunkelheit Produktionen)
- 2009: Passage (Album, Total Holocaust Records)
- 2010: Salvation (Demo, Bubonic Doom)
- 2011: Bosque/Lord of the Abyss (Split-Album mit Lord of the Abyss, Bubonic Doom)
- 2013: Ermo Abismo (EP, Bubonic Doom)
- 2013: Nowhere (Album, Total Holocaust Records)
- 2016: Beyond (Album, Dunkelheit Produktionen)
- 2016: Lost/Bosque (Split-EP mit Lost, Selbstverlag)
- 2019: Clensing (Album, Bubonic Doom/Dunkelheit Produktionen)